# スヤマンタカ
スヤマンタカ (Syamantaka) は、ヒンドゥー教の主神ヴィシュヌが身につけている宝石で、手首を飾るとされる。もともとはサトラージット（クリシュナの妻サティヤバーマーの父）が太陽神スーリヤから授かったものである。
持ち主が善人だとよく守護し、悪人だと滅ぼす力があるとされる。
サティヤバーマーの求婚者の1人シャタダヌヴァンは、彼女を得られなかった腹立たしさからサトラージットを殺し、スヤマンタカを奪った。しかしクリシュナはシャタダヌヴァンを殺して宝石を取り戻したという。
別の話によると、サトラージットはスヤマンタカをクリシュナに奪われることをおそれて弟プラセーナに与えた。しかしプラセーナはライオンに殺された。このライオンを熊の王ジャームバヴァットが殺し、スヤマンタカを手に入れた。後にこの宝石をクリシュナが欲して、ジャームバヴァットと戦った。彼らは21日間戦い続けたのち、ジャームバヴァットが降参し、宝石とともに娘ジャームバヴァティーをクリシュナに与えたという。